# Nicolaas Harmen van Echten

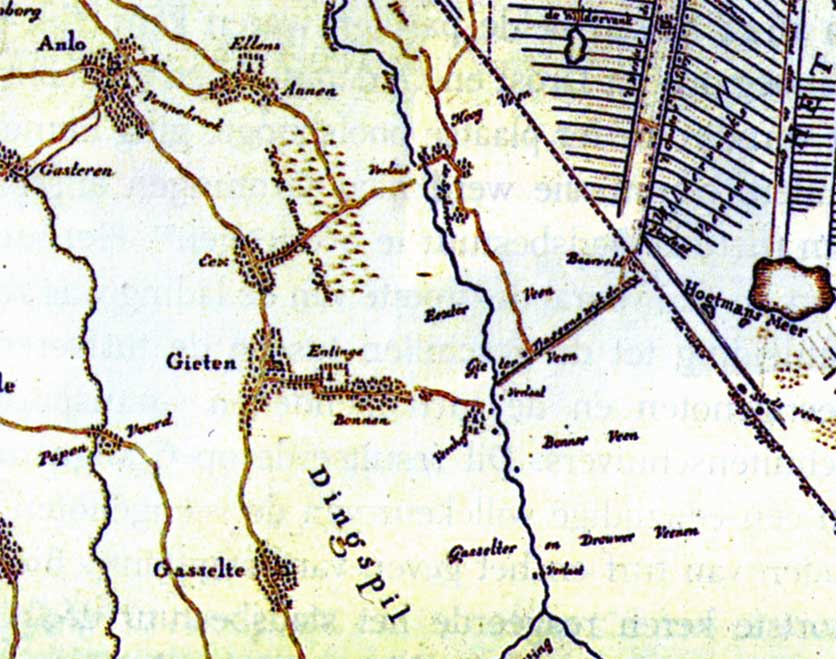
Entinge bij Bonnen, de havezate van Nicolaas van Echten genaamd van Dongen, op een 18e-eeuwse kaart van Drenthe

Nicolaas Harmen van Echten genaamd Van Dongen tot Entinge (De Klencke te Oosterhesselen, 11 oktober 1690 - Bonnen, 10 oktober 1742) was gedeputeerde en drost van Drenthe in Nederland.

## Leven en werk
Van Echten (genaamd Van Dongen) was een zoon van Rutger van Dongen tot de Klencke en Rutgera van Loen. Hij studeerde rechten aan de universiteit van Groningen. Na zijn studie werd hij vaandrig en vervolgens kornet. In 1720 werd hij lid van de Ridderschap van Drenthe als eigenaar van de havezate Entinge bij Dwingeloo. Deze havezate had hij geërfd van de weduwe van zijn peetoom Nicolaas van Echten (een broer van zijn grootmoeder), die kinderloos was overleden. 
In 1725 kreeg hij toestemming van de Drentse landsdag om het recht van havezate te mogen verleggen van Entinge bij Dwingeloo naar het door hem van zijn oom gekochte Huis te Bonnen bij Gieten. Na het verkrijgen van de toestemming werd de naam Entinge voor zijn bezit in Bonnen gebruikt, dat vanaf dat moment de status van havezate kreeg. Hij liet Entinge in Bonnen aanzienlijk uitbreiden. Niet alleen werd de havezate vergroot, maar werden er ook twee schathuizen bijgebouwd. 
In 1725 werd hij door Ridderschap en Eigenerfden van Drenthe gekozen tot gedeputeerde van Drenthe en in 1735 werd hij gekozen tot drost van Drenthe. Hij vervulde deze functie totdat hij in oktober 1742 overleed. Hij was bij zijn overlijden op één dag na 52 jaar oud. Hij werd als drost van Drenthe opgevolgd door zijn broer Cornelis van Dongen tot de Klencke.

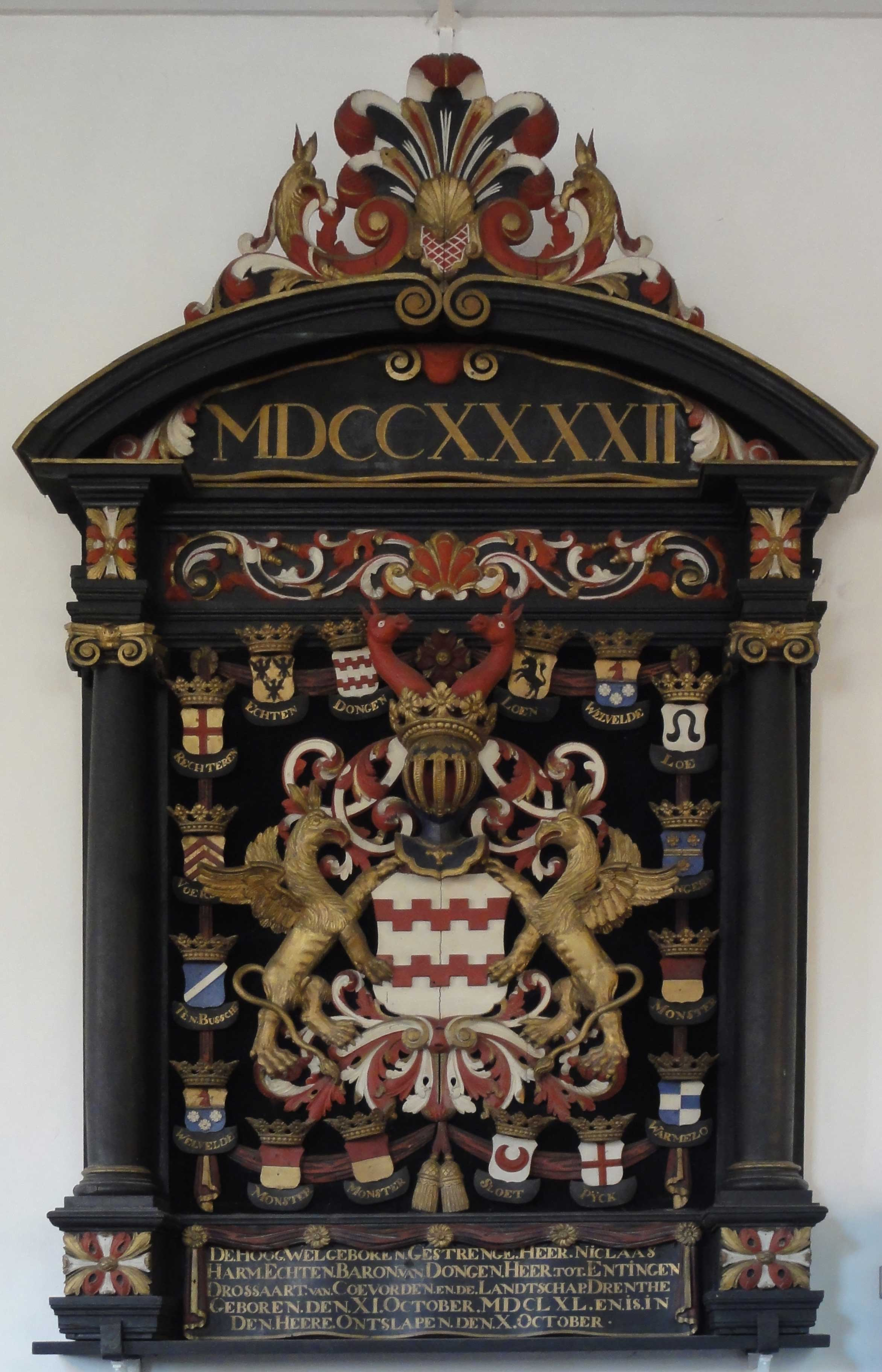
Rouwbord van Nicolaas Harmen van Echten in de Hervormde kerk van Gieten

Zijn rouwbord bevindt zich in de kerk van Gieten op de Brink 8.
Van Echten (genaamd van Dongen) trouwde in 1736 te Ruinen met Anna Christina van Echten (1719-1785), dochter van de luitenant-generaal der infanterie Johan van Echten tot Echten en Christina Elisabeth von Cronström. Zij hertrouwde in 1752 in Gieten met Mello Alberda, heer van Nijenstein en Rensuma (1701-1764).
De veldnaam Jonkersstukken bij Bonnen herinnert nog aan deze bewoner van de inmiddels al lang verdwenen havezate.